# Cambarus zophonastes
Cambarus zophonastes là một loài tôm sông trong họ Cambaridae. Nó là loài đặc hữu của the state of Arkansas, và được xếp vào danh sách loài cực kỳ nguy cấp trong sách Đỏ. The crayfish is nicknamed the Hell Creek crayfish. The cave crayfish Cambarus zophonastes là một cave-adapted species that lacks pigment in the body and eyes.